# Red Oaks
Red Oaks è una serie televisiva statunitense del 2014, in cui l'episodio pilota della prima stagione è stato pubblicato il 28 agosto 2014, mentre i restanti il 9 ottobre 2015 su Amazon Video. Il 30 gennaio 2017, la serie è stata rinnovata per una terza e ultima stagione.
In Italia, la serie viene diffusa dal 21 dicembre 2016, sempre su Prime Video.

## Trama
Un giovane studente lavora in un campo da tennis presso il prestigioso ed esclusivo Red Oaks Country Club negli anni Ottanta durante le estati tra il diploma e i primi anni di college.

## Personaggi e interpreti

### Principali
- David Myers, interpretato da Craig Roberts.
- Judy Myers, interpretata da Jennifer Grey.
Madre di David.
- Nash, interpretato da Ennis Esmer.
Supervisore di David del circolo tennistico Country Club.
- Karen, interpretato da Gage Golightly.
Fidanzata di David.
- Wheeler, interpretato da Oliver Cooper.
Compagno di David.
- Sam Myers, interpretato da Richard Kind.
Padre di David.

### Ricorrenti
- Doug Getty, interpretato da Paul Reiser.
Presidente del Country Club.
- Skye Getty, interpretata da Alexandra Socha.
- Fay Getty, interpretata da Gina Gershon.
- Barry, interpretato da Josh Meyers.
- Misty, interpretata da Alexandra Turshen.
- Herb, interpretato da Freddie Roman.

## Episodi
| Stagione         | Episodi | Pubblicazione USA | Pubblicazione Italia |
| ---------------- | ------- | ----------------- | -------------------- |
| Prima stagione   | 10      | 2014-2015         | 2016                 |
| Seconda stagione | 10      | 2016              | 2017                 |
| Terza stagione   | 6       | 2017              | 2017                 |